# Katie Featherston
Katie Dianne Featherston (Arlington, 20 ottobre 1982) è un'attrice statunitense.
È conosciuta principalmente per il ruolo di Katie nei film Paranormal Activity, Paranormal Activity 2, Paranormal Activity 3 , Paranormal Activity 4 ed Il segnato, il quinto capitolo della saga, in cui fa un cameo.

## Biografia
Katie Featherston ha frequentato la Southern Methodist University di University Park (Texas), dove ha studiato recitazione e conseguito un Bachelor of Fine Arts in recitazione nel 2005. Successivamente si è trasferita a Los Angeles; date le difficoltà nell'intraprendere la carriera di attrice, la Featherston si è guadagna da vivere lavorando come cameriera in un ristorante sulla Universal CityWalk della città californiana. Nel 2007 è stata selezionata insieme a Micah Sloat, fra circa 150 candidati, per il ruolo di Katie nel film Paranormal Activity. Nel 2010 è stata provinata dal regista Danny Boyle per un ruolo nel suo film 127 ore, ma non è stata scelta.

## Filmografia

### Cinema
- Mutation, regia di Brad Sykes (2006)
- Paranormal Activity, regia di Oren Peli (2007)
- Paranormal Activity 2, regia di Tod Williams (2010)
- Psychic Experiment, regia di Mel House (2010)
- Paranormal Activity 3, regia di Henry Joost e Ariel Schulman (2011)
- Paranormal Activity 4, regia di Henry Joost e Ariel Schulman (2012)
- Il segnato (Paranormal Activity: The Marked Ones), regia di Christopher Landon (2014)

### Televisione
- Jimmy Kimmel Live! - serie TV, episodio 9x27 (2010)
- The River - serie TV, 3 episodi (2012)
- Act - Anon - serie TV, 6 episodi (2013)
- Solace for the Unloved - serie TV, 20 episodi (2017)
- Big Little Lies - Piccole grandi bugie (Big Little Lies) - serie TV, episodio 2x01 (2019)

### Cortometraggi
- The Newest Testament, regia di Tanner Thomason (2013)
- Becoming, regia di Katie Featherston e David DeGrow Shotwell (2015)
- MasterClass: Trolling the President, regia di Vincent Masciale (2018)
- The Lonely Host, regia di Lisa J Dooley (2019)

## Doppiatrici italiane
Nelle versioni in italiano dei suoi film, è stata doppiata da:
- Domitilla D'Amico in Mutation, Paranormal Activity, Paranormal Activity 2, Psychic Experiment, Paranormal Activity 3, The River, Paranormal Activity 4, Il segnato